# Asphalt (film 1929)
Asphalt (tyt. oryg. Asphalt) – niemiecki film z 1929 roku w reżyserii Joe Maya.